# Храм Симеона Столпника (Старица)
Церковь Симеона Столпника — уничтоженный в советское время православный храм, располагавшийся в городе Старица Тверской области.

## Расположение
Храм располагался на западной окраине города. Современный адрес: улица Карла Маркса 14 А. В настоящее время на этом месте находится пожарная часть.

## История
Первые сведения, свидетельствующие о том что на этом месте стоял деревянный храм датируются 1624 годом:
На гороцкой стороне церковь Симеона Столпника приходной, древян, шетром, а вцеркве образы и свечи и колокола и всякое церковное строенье мирское, а у церкви вдворе поп Иван. — Писцовая книга 1624. 
Новый каменный храм был построен в 1777 году освящен во имя Симеона Столпника. В 1829 году был пристроен придел во имя Сергия Радонежского.
В советское время храм был закрыт. Уничтожен приблизительно в 1955 году.

## Реликвии
Иконы:

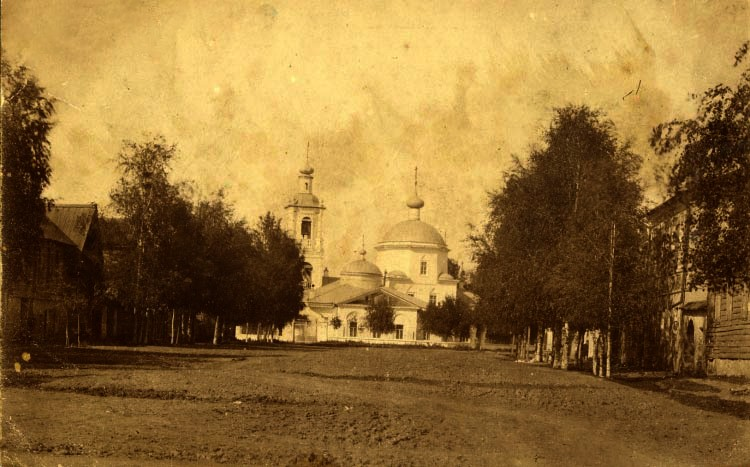
Храм на открытке 1909 года.

- Икона Тихвинской Божией Матери — упоминается в приходо-расходной книге за 1790 г.
- Икона Пантелеймона, новая, но чтимая народом.

Другие предметы:
- Древний ковчег.

- Венцы, купленные в 1804 году.

- Служебник времени царя Романова Алексея Михайловича.

- Колокол, отлитый в 1786 году, весом более 605 кг.

- Приходо-расходная тетрадь, 1787 год.